# Pietro Zandomeneghi
Pietro Zandomeneghi (Venezia, 1806 – Venezia, 1886) è stato uno scultore italiano.

## Biografia
Fu introdotto alla scultura dal padre Luigi Zandomeneghi e ebbe modo di soggiornar a Roma per perfezionarsi nello studio di Bertel Thorvaldsen. Assieme al padre  realizzò il monumento funebre di Tiziano a Santa Maria dei Frari a Venezia e lo completò dopo la morte del genitore. Inoltre ha realizzato le statue delle allegorie dell'Umiltà, della Preghiera, della Castità, della Costanza e quelle dei profeti Elia e Mosè per la basilica di Santa Maria delle Grazie a Este. Ha creato alcune delle statue e rilievi a San Maurizio ed alcuni busti per il "pantheon veneto" dell'Istituto Veneto di Scienze, Lettere ed Arti. Fu professore di scultura all'Accademia Reale di Belle Arti di Venezia. 
Suo figlio Federico Zandomeneghi è stato un apprezzato pittore impressionista.

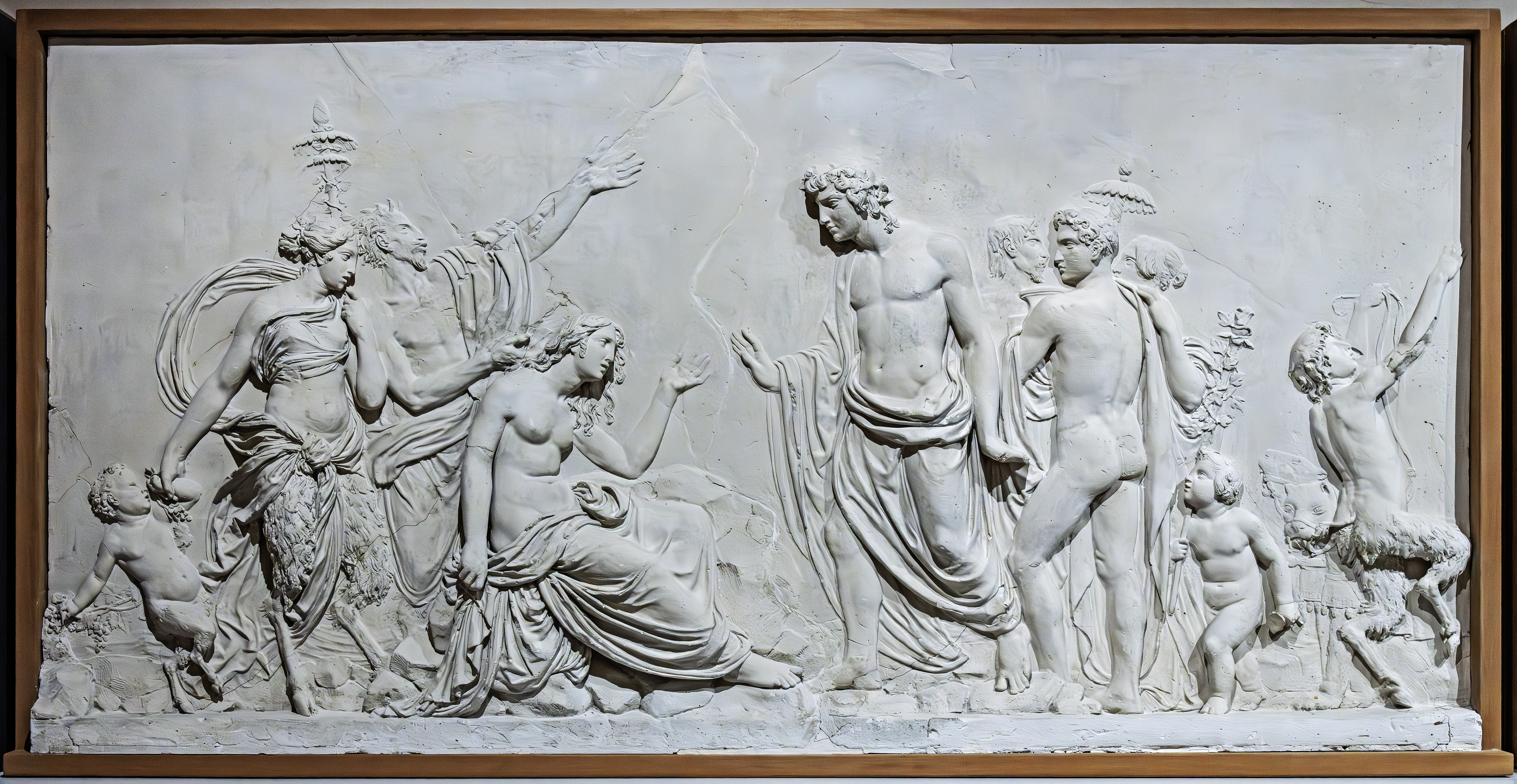
Bacco conforta Arianna - Complesso di Santa Caterina
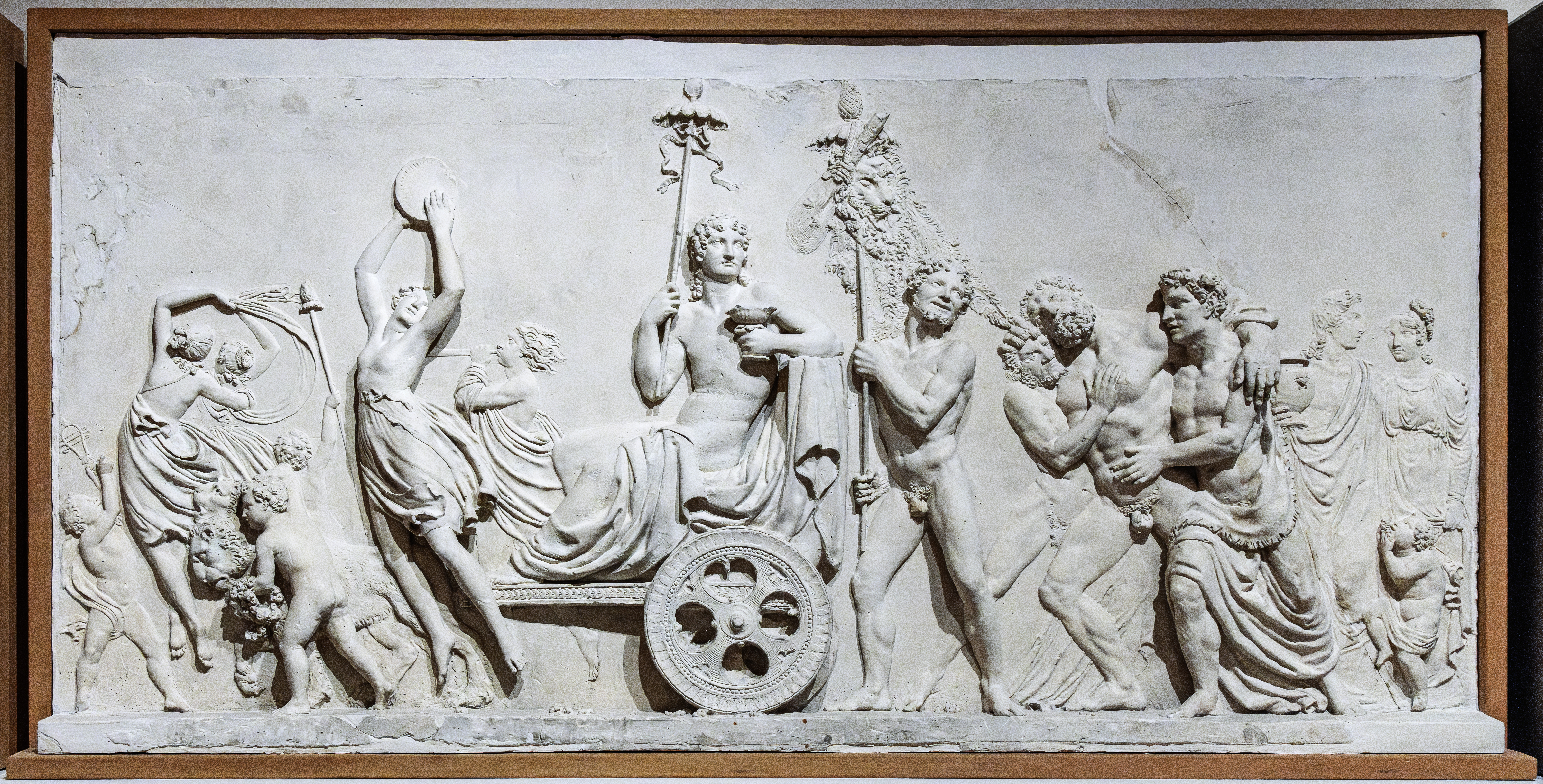
Trionfo di Bacco - Complesso di Santa Caterina

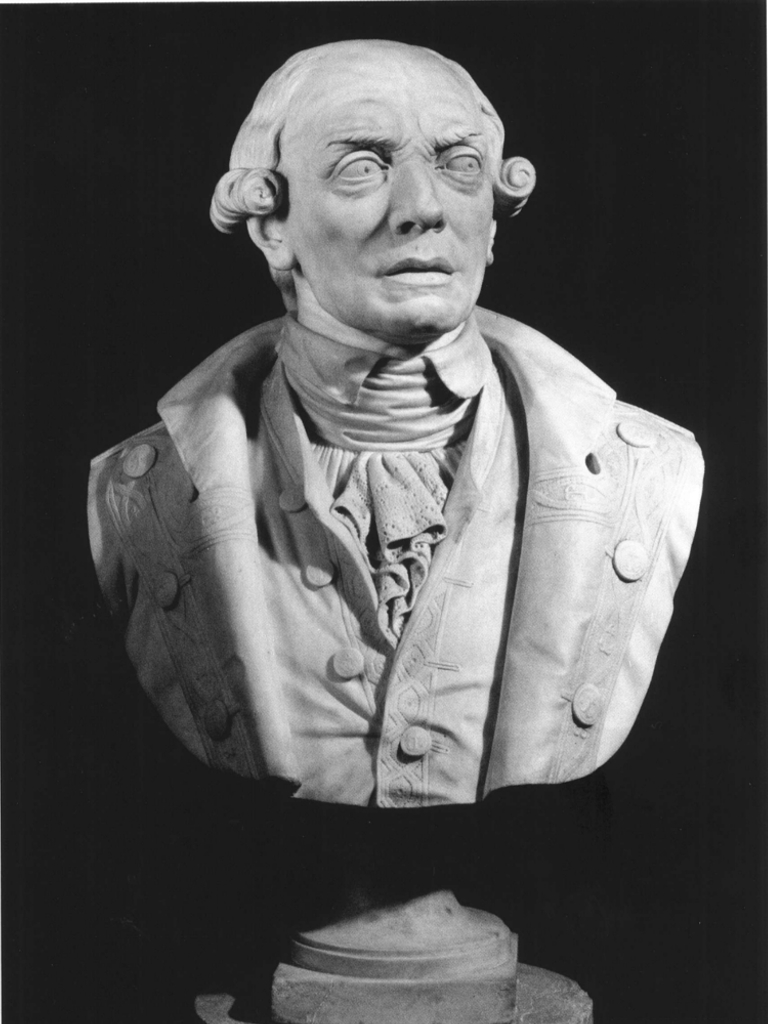
Busto di Angelo Emo, Venezia, Istituto Veneto di Scienze, Lettere ed Arti
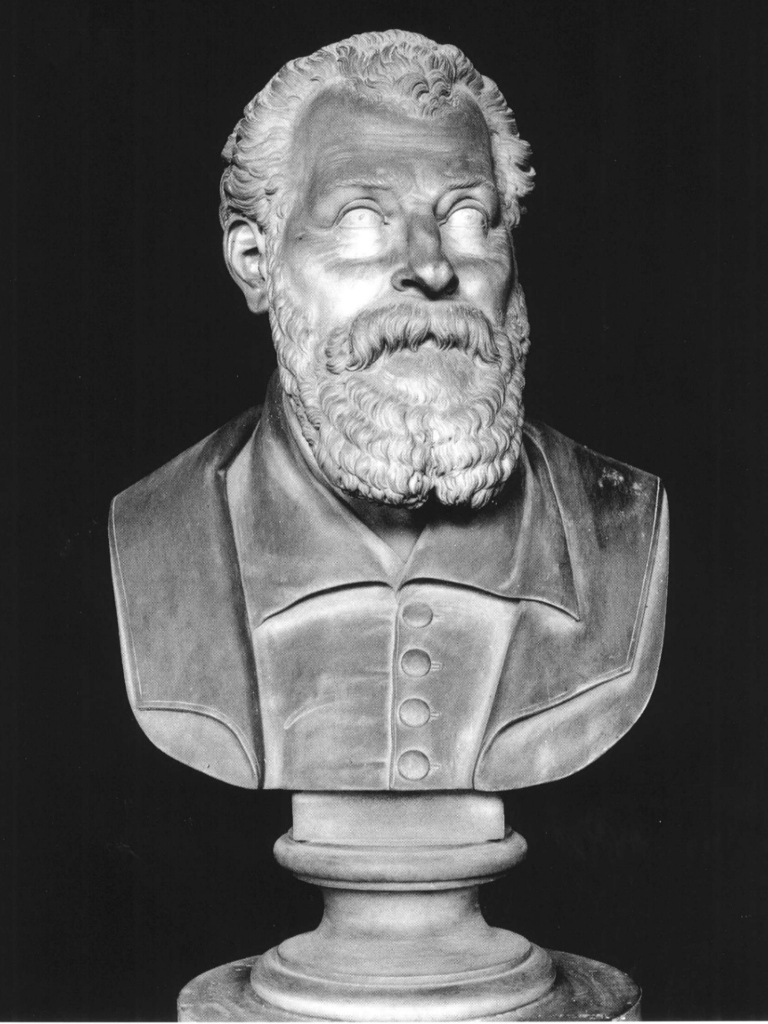
Busto di Vincenzo Scamozzi, Venezia, Istituto Veneto di Scienze, Lettere ed Arti
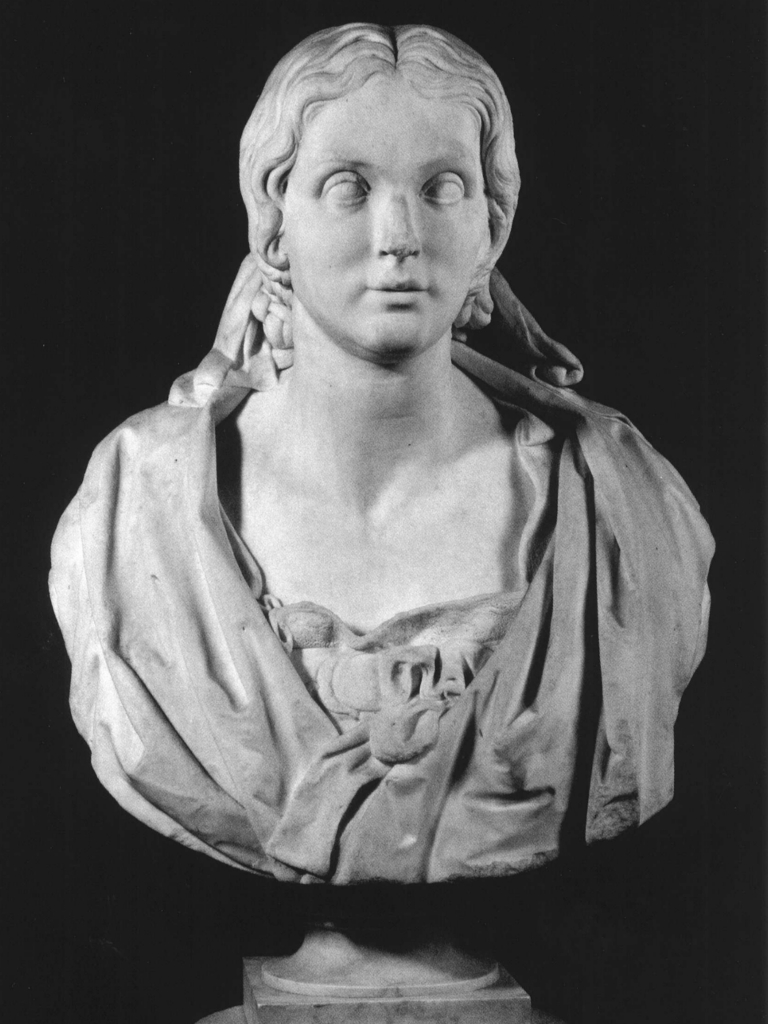
Busto di Giustina Renier Michiel, Venezia, Istituto Veneto di Scienze, Lettere ed Arti